# Karl Kronberger
Pour les articles homonymes, voir Kronberger.
Karl Kronberger, ou Carl Kronberger, né le 7 mars 1841 à Freistadt et mort le 27 octobre 1921 à Munich est un peintre autrichien.

## Biographie

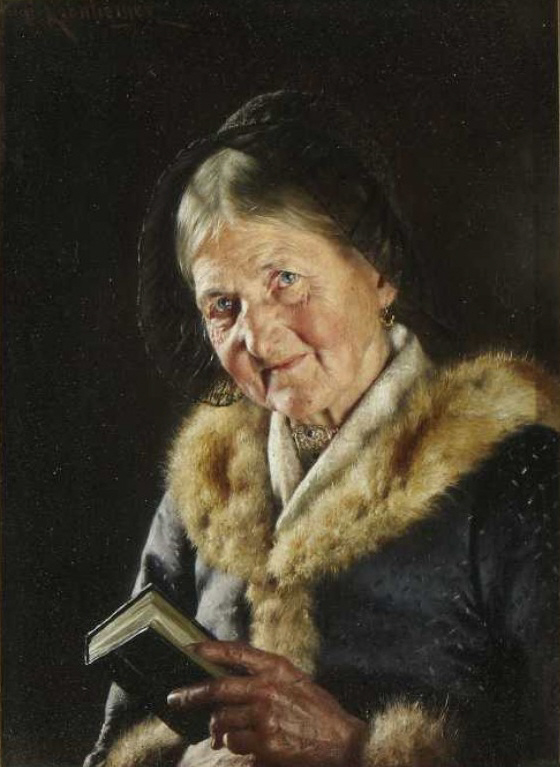
Vieille paysanne avec son livre de prières, huile sur bois,, localisation inconnue.

Fils d'un aubergiste, Karl Kronberger débute en tant qu'apprenti peintre décoratif à Linz, avant de se rendre à Munich vers 1869. H. Dyck y devient son professeur. Il effectue un bref passage à l'Académie des beaux-arts où il poursuit sa formation auprès de Georg Hiltensperger et Hermann Anschütz. Il y perfectionne sa technique de la figure humaine.
Il reste à Munich où il est rapidement surnommé le « Spitzweg autrichien »[réf. nécessaire] en raison de ses scènes à la fois humoristiques et chaleureuses. Il se consacre alors à la réalisation de portraits miniatures détaillés de gens simples : paysans, vagabonds et artisans itinérants. Cela lui vaut une grande popularité de son vivant.